# Konskription
Konskription (lateinisch conscriptio, das Zusammenschreiben, das Sammeln; lat. conscribere, zusammenschreiben, sammeln) ist ein veralteter Rechtsbegriff. Dieser bezeichnet die Rekrutierung der gemusterten männlichen Bevölkerung eines Landes zum Wehr- oder Kriegsdienst auf Grund der Wehrpflicht, im Gegensatz zu der Anwerbung und dem Aufruf Freiwilliger. Daneben existiert noch die zivile Dienstpflicht, im Zuge derer Zivilpersonen in Ausnahmesituationen zur Ausübung ihrer beruflichen Tätigkeit gezwungen werden können.
Im 18. Jahrhundert bezeichnete eine Conscription auch die schriftliche Aufstellung und Zusammenfassung statistischer Daten (z. B. für die Bemessung einer Kontribution).